# Бреннан, Джеффри
Джеффри Бреннан (англ. Geoffrey Brennan; 14 сентября 1944 — 30 июля 2022) — австралийский философ и экономист.
Бакалавр (1966) и доктор философии (1976) Австралийского национального университета. Преподавал в родном университете (1968—1978 и с 1983) и Вирджинском университете (1978—1983). Президент Общества «общественного выбора» (2002—2004).
Скончался 30 июля 2022 года.

## Основные произведения
- «Общественные товары и фактор цен» (Public Goods and Factor Prices, 1975);
- «Смерть и налоги: атака на ортодоксию» (Death and Taxes: An Attack on the Orthodoxy, 1978);
- «Экономика уважения» (The Economy of Esteem, 2004).
- Бреннан Дж., Бьюкенен Дж. Причина правил. Конституционная политическая экономия = The Reason of Rules. — СПб.: Экономическая школа, 2005. — 272 с. — ISBN 5-902402-10-7.